# Parashqevi Qiriazi

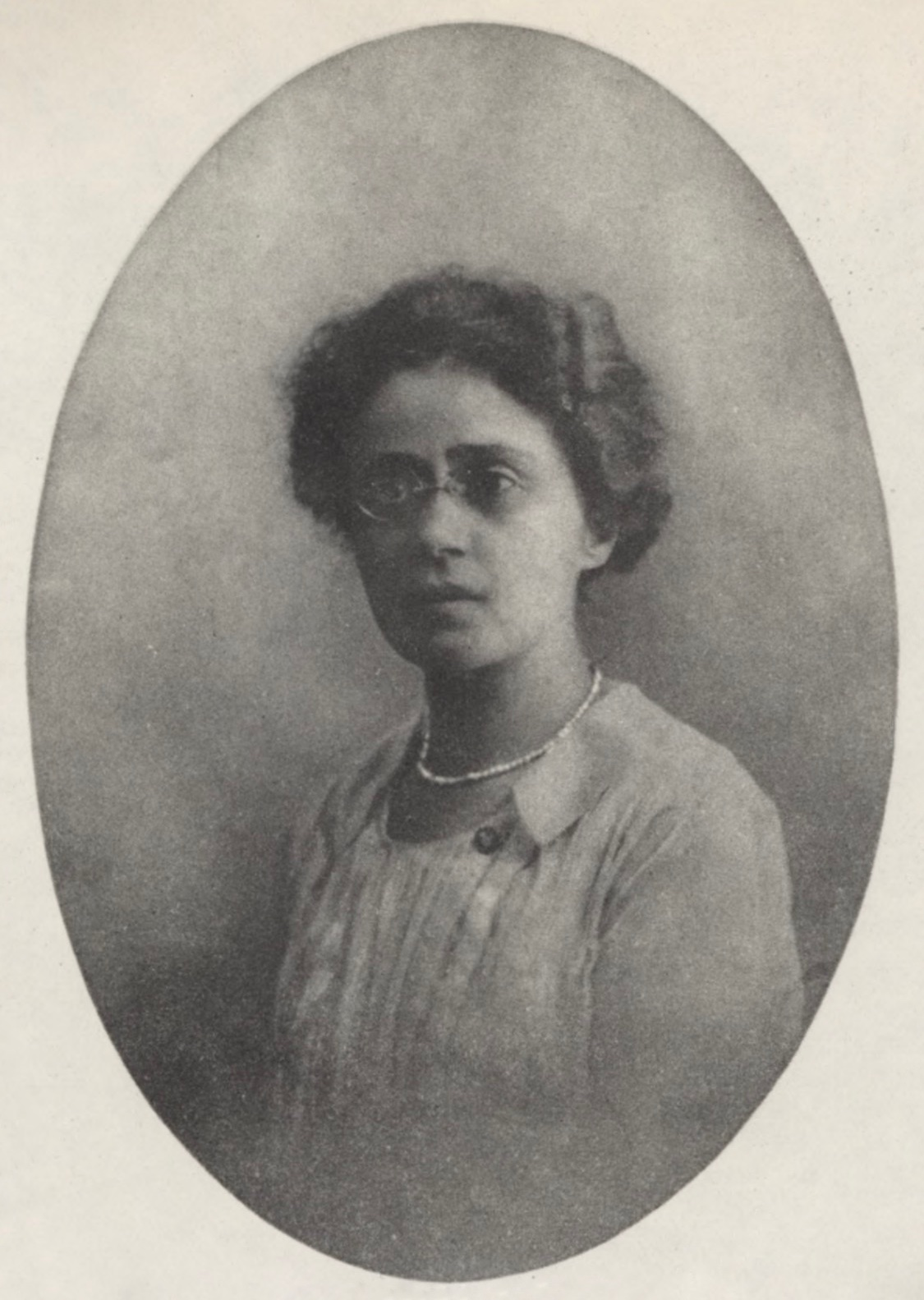
Parashqevi Qiriazi (vor 1940)

Parashqevi Qiriazi, auch bekannt als Paraskevi D. Kyrias (* 2. Juni 1880; † 17. Dezember 1970), war eine albanische Pädagogin, die sich intensiv mit dem albanischen Alphabet und der albanischen Sprache auseinandersetzte. Sie nahm als einzige Frau am Kongress von Monastir teil, der die Form des albanischen Alphabets festlegte.

## Herkunft und Ausbildung
Parashqevi wurde 1880 in Monastir geboren, das heute Bitola heißt und in Nordmazedonien liegt, damals jedoch Hauptstadt des osmanischen Vilâyet Manastır war. Ihre Eltern waren Dhimitër Qiriazi und Maria Qiriazi. Im Alter von elf Jahren begann sie, ihren Bruder Gjerasim Qiriazi und ihre Schwester Sevasti Qiriazi dabei zu unterstützen, Schülerinnen an der 1891 gegründeten ersten albanischen Mädchenschule (albanisch Shkolla e Vashave) in Albanisch zu unterrichten.
Später studierte sie am Robert College in Istanbul, wo sie ihren B.A. erwarb. Am Oberlin College absolvierte sie ihr Masterstudium.

## Karriere
Nach ihrem Abschluss ging sie als Grundschullehrerin nach Korça, wo ihre Schwester Sevasti Direktorin der Mësonjëtorja war, die 1887 als erste albanische Schule eröffnet worden war.
1908 war sie als einzige Frau Teilnehmerin des Kongresses von Monastir. 1909 veröffentlichte sie ein Fibel für Grundschulen. Obwohl der Kongress von Monastir über das neue Alphabet entschieden hatte, gab es weiter zwei Versionen des Alphabets in ihrer Fibel, was zeigt, wie brüchig der gefundene Konsens war. Aber sie veröffentlichte sehr bekannte Verse, um das neue albanische Alphabet zu verbreiten.
| Toskisches Albanisch | Deutsch |
| --- | --- |

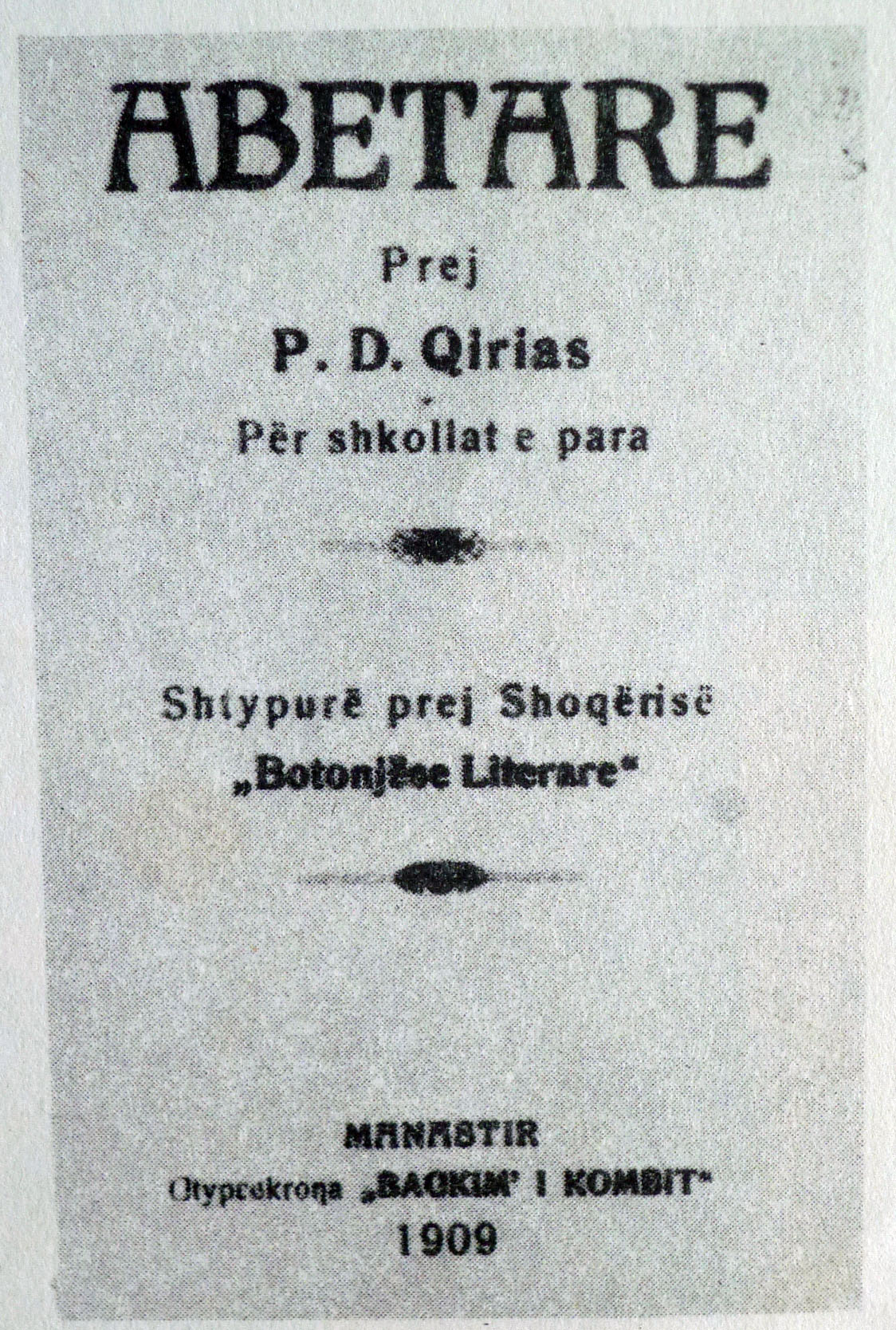
Fibel von Parashqevi Qiriazi – Deckblatt, Bitola 1909

| Armiqëtë o shqipëtarë, Po perpiqenë Shkronjat turçe dhe greqishte, të na apënë; Le t'i mbajnë ata per vetëhe; Kemi tonatë. | Die Feinde der Albaner versuchen, uns türkische und griechische Buchstaben zu geben; Sie sollen diese Buchstaben behalten; Wir haben unsere. |

Qiriazi organisierte Unterricht für Kinder, auch in Form von Nachtschulen in Ortschaften im Süden Albaniens, und unterstützte die Gründung von örtlichen Büchereien. 1909 war sie an der Gründung der Frauenvereinigung Yll' i Mëngjesit (albanisch Morgenstern) beteiligt.
1914 verließ Qiriazi nach der griechischen Besetzung der Stadt Albanien gemeinsam mit ihrer Schwester nach Rumänien.
Später wanderte sie in die USA aus, wo sie eine albanisch-amerikanischen Partei leitete, in deren Namen sie 1919 auch an der Friedenskonferenz von Paris teilnahm, um die Rechte der Albaner zu vertreten. In Boston veröffentlichte sie von 1917 bis 1920 eine Zeitschrift unter dem Namen Yll' i Mëngjesit. Diese erschien alle zwei Wochen und beschäftigte sich mit albanischer Politik, Gesellschaft, Geschichte, Sprache, Literatur und Brauchtum.
Parashqevi kehrte 1921 nach Albanien zurück und beobachtete die folgenden politischen Entwicklungen mit Interesse, ohne die nationalen Bestrebungen aus dem Auge zu verlieren. Gemeinsam mit ihrer Schwester Sevasti und ihrem Schwager Kristo Dako war sie eine der Gründerinnen und Direktorinnen des Fraueninstituts Kyrias in Tirana and Kamza, das nach ihrer Familien benannt war.
Im Oktober 1928 wurde auf Initiative des Innenministeriums die Organisation Gruaja Shqiptare („Die albanische Frau“) in Tirana gegründet. Ziel war, Zweigstellen im ganzen Land und in der Diaspora zu gründen. Schirmherrinnen waren die Mutter und die Schwester von König Zogu. Ziel der Organisation war es, Bildung, Hygiene und wohltätige Aktivitäten zu fördern und für albanische Frauen ein höheres kulturelles Niveau zu erreichen. Als gut ausgebildete Frau gelang es Parashqevi, eine Führungsposition in der Organisation zu erlangen. Zwischen 1929 und 1931 gab die Organisation die Zeitschrift „Shqiptarja“ („Die Albanerin“) heraus, die viele Artikel von Parashqevi und ihrer Schwester Sevasti enthielt. Die Zeitschrift wandte sich gegen konservatives Denken und setzte sich für die Frauenbewegung und die Förderung von Frauen ein.
Nach der Italienischen Invasion von 1939 und während des Zweiten Weltkriegs war Parashqevi eine entschiedene Antifaschistin. Wegen ihrer Haltung wurden sie und ihre Schwester von pro-nazistischen Einheiten unter der Führung von Xhafer Deva im Lager Dedinje in der Nähe von Belgrad inhaftiert.
Sie überlebte und kehrte nach dem Krieg nach Tirana zurück, aber sie und die Familie ihrer Schwester sahen sich danach weiterer Verfolgung ausgesetzt. Wegen seiner früheren Verbindung zu König Zogu wurde ihr Schwager Dako posthum vom seit 1944/45 regierenden kommunistischen Regime verunglimpft, und die Familien Kyrias wurden aus Tirana vertrieben. Die beiden Söhne von Sevasti wurden inhaftiert; einer von ihnen starb schließlich im Gefängnis.
Auf Bemühungen des albanischen Sprachwissenschaftlers und Schriftstellers Skënder Luarasi und der Politikerin Vito Kapo wurden die Schwestern schließlich teilweise rehabilitiert.
Parashqevi starb 1970 in Tirana.

## Veröffentlichungen
- The Albanian Girls’ School at Kortcha in „Life and Light for Woman XXXV, nr. 8“ (Boston: Woman's Board of Missions, August 1905).
- The Development of Schools in the Turkish Empire and an Ideal System of Education for Albania, in „Albania, the Master Key to the Near East“(Boston: E.L. Grimes, 1919), p. 248–266. (Neuausgabe 2020, IAPS, ISBN 978-1-946244-29-1)
- Abetare për shkollat e para. (Manastir: Bashkimi i Kombit, 1909).

## Rezeption
- Von Parashqevi Qiriazi und ihrer Schwester Sevasti Qiriazi wird in Albanien als den „Qiriazi-Schwestern“ (albanisch Motrat Qiriazi) gesprochen. Sie gelten als die „Mütter der albanischen Erziehung“.[18]
- Verschiedene Bildungsinstitutionen und -organisationen in Albanien und dem Kosovo tragen ihren Namen.
- Etwa 2017 wurde eine Qiriazi-Schule auf dem Gelände des ursprünglichen Kyrias-Instituts (1922–1933) in Kamza eröffnet.[19]
- Die albanisch-amerikanische Frauenorganisation in New York City (AAWO) trägt den Namen der Schwestern.[20]

## Weiterführende Literatur
- Toska, Teuta: Parashqevi Qiriazi dhe viti i saj 1919. Tirana: ISSHP, 2020, ISBN 978-9928-4519-7-2 (ausgezeichnet mit dem „Aleks-Buda-Preis“ der Academy of Sciences of Albania 2022)
- Kyrias-Dako, Sevasti: My Life: The autobiography of the pioneer of female education in Albania. Tiranë: IAPS, 2022, ISBN 978-1-946244-43-7
- Hosaflook, David: Lëvizja Protestante te shqiptarët, 1816–1908. Skopje: Instituti i Trashëgimisë Shpirtërore e Kulturore të Shqiptarëve, 2019, ISBN 978-608-4897-08-8
- Quanrud, John und David Hosaflook: Were the Kyrias siblings, Kristo Dako, and the Kortcha Girls School Protestant? A response to the re-emergence of a communist-era narrative. IAPS, 2023
- Hosaflook, David: Precious Alphabet, Precious Fatherland: the Unknown Origin of Albania's Alphabet Hymn. Skopje: ITSHKSH und ISSHP, 2018.